# 524
| Calendário gregoriano                                                        | 524 DXXIV                       |
| Ab urbe condita                                                              | 1277                            |
| Calendário arménio                                                           | -28 – -27                       |
| Calendário bahá'í                                                            | -1320 – -1319                   |
| Calendário budista                                                           | 1068                            |
| Calendário chinês                                                            | 3220 – 3221                     |
| Calendário copta                                                             | 240 – 241                       |
| Calendário etíope                                                            | 516 – 517                       |
| Calendários hindus - Vikram Samvat - Calendário nacional indiano - Cáli Iuga | 579 – 580 445 – 446 3624 – 3625 |
| Calendário Holoceno                                                          | 10524                           |
| Calendário islâmico                                                          | 101 BH – 100 BH                 |
| Calendário judaico                                                           | 4284 – 4285                     |
| Calendário persa                                                             | 98 BP – 97 BP                   |
| Calendário rúnico                                                            | 774                             |
| Calendário solar tailandês                                                   | 1067                            |

524 (DXXIV na numeração romana) foi um ano bissexto do século VI do Calendário Juliano, da Era de Cristo, as suas letras dominicais foram G e F (52 semanas), teve início na segunda-feira e terminou na terça-feira.
| Ano completo                            |
| --------------------------------------- |
| Ano bissexto com início à segunda-feira |

## Mortes
- Clodomiro - rei dos francos